# Maldito Alcohol
"Maldito Alcohol" là một ca khúc của nam ca sĩ nhạc rap người Mỹ gốc Cuba Pitbull. Ca khúc được chọn làm đĩa đơn thứ hai cho Armando, album phòng thu thứ năm của anh, và được phát hành vào ngày 16 tháng 3 năm 2010 đưới định dạng đĩa CD và tải kỹ thuật số. "Maldito Alcohol" được sản xuất bởi Afrojack và DJ Buddha.

## Danh sách ca khúc
- Tải kỹ thuật số

1. "Maldito Alcohol" (Album Version) – 3:21[1]

## Xếp hạng
| Bảng xếp hạng (2010)         | Vị trí cao nhất |
| ---------------------------- | --------------- |
| US Billboard Latin Pop Songs | 21              |

## Lịch sử phát hành
| Quốc gia | Ngày                | Định dạng       | Hãng đĩa        |
| -------- | ------------------- | --------------- | --------------- |
| Mỹ       | 16 tháng 3 năm 2010 | Tải kỹ thuật số | Mr. 305 Records |